# Otto Mejer
Otto Mejer, baron von Besseren Thalfengen, était un officier de marine d'origine prussienne, devenu journaliste allemand, qui a dirigé l'agence de presse Telegraphen Union, l'Agence Continentale et le Deutsches Nachrichten Büro (DNB)  à l'époque des nazis, de 1933 à 1939. 
Le DNB avait été créé en novembre 1933 avec un statut d'entreprise privée, mais 70 % de son capital appartenait au gouvernement allemand. L'équipe dirigeante comportait aussi Wilhem Weiss, ex-rédacteur en chef du Völkischer Beobachter et Gustav Albrecht. 
Dès le 16 janvier 1934, le président du DNB Otto Mejer prit rendez-vous à Londres avec Sir Roderick Jones, le directeur de Reuters, afin de réclamer « l'égalité des droits ». Il affirme qu'il ne paiera plus de soulte pour ses nouvelles et demande à pouvoir résilier les contrats avec un préavis de seulement trois mois. Ensuite, l'Agence Continentale fusionna à la fin de novembre 1934 avec la Telegraphen Union (TU), l'agence de presse du Trust Hugenberg, du magnat des médias Alfred Hugenberg, figure de la République de Weimar. 
Le résultat de la fusion est le Deutsches Nachrichten Büro (DNB), d'inspiration national-socialiste. Cette nouvelle entité, dotée de moyens considérables pour l'époque, disposera du monopole de l'information en Allemagne sous le régime d'Hitler, qui l'a précédée.